# Лезиньян-Корбьер (кантон)
Лезинья́н-Корбье́р (фр. Lézignan-Corbières) — кантон во Франции, находится в регионе Лангедок — Руссильон, департамент Од. Входит в состав округа Нарбонна.
Код INSEE кантона — 1119. Всего в кантон Лезиньян-Корбьер входят 18 коммун, из них главной коммуной является Лезиньян-Корбьер.

## Коммуны кантона
| Коммуна               | Население, чел. (1999) | Почтовый индекс | Код INSEE |
| --------------------- | ---------------------- | --------------- | --------- |
| Аржан-Минервуа        | 330                    | 11200           | 11013     |
| Бутенак               | 609                    | 11200           | 11048     |
| Канлон-д’Од           | 270                    | 11200           | 11064     |
| Кастельно-д’Од        | 362                    | 11700           | 11077     |
| Конильяк-Корбьер      | 601                    | 11200           | 11098     |
| Крюскад               | 324                    | 11200           | 11111     |
| Лезиньян-Корбьер      | 8 266                  | 11200           | 11203     |
| Люк-сюр-Орбьё         | 786                    | 11200           | 11210     |
| Монбрён-де-Корбьер    | 293                    | 11700           | 11241     |
| Монсере               | 401                    | 11200           | 11256     |
| Он                    | 605                    | 11200           | 11172     |
| Орнезон               | 951                    | 11200           | 11267     |
| Сент-Андре-де-Роклонг | 828                    | 11200           | 11332     |
| Турузель              | 448                    | 11200           | 11393     |
| Фабрезан              | 1 086                  | 11200           | 11132     |
| Ферраль-ле-Корбьер    | 1 004                  | 11200           | 11140     |
| Фонкуверт             | 424                    | 11700           | 11148     |
| Эскаль                | 336                    | 11200           | 11126     |

## Население
Население кантона на 1999 год составляло 17 924 человека.
| 1962   | 1968   | 1975   | 1982   | 1990   | 1999   | 2006 | 2007 |
| ------ | ------ | ------ | ------ | ------ | ------ | ---- | ---- |
| 15 998 | 17 192 | 16 285 | 16 002 | 16 905 | 17 924 | -    | -    |